# Monodontomerus rasputin
Monodontomerus rasputin är en stekelart som beskrevs av Fernando 1958. Monodontomerus rasputin ingår i släktet Monodontomerus och familjen gallglanssteklar. Inga underarter finns listade i Catalogue of Life.